# Коновалов Юрій Іванович
Ю́рій Іва́нович Конова́лов (1959—2014) — український науковець та громадський діяч, кандидат економічних наук, доцент, солдат резерву Національної гвардії України, вояк батальйону «Донбас», учасник війни на сході України. Кавалер ордена «За мужність».

## Життєпис
Коновалов Юрій Іванович народився 19 грудня 1959 року в Києві. Після закінчення середньої школи вступив до Київського інституту народного господарства. Закінчивши перший курс інституту, під час студентських канікул Юрій влаштувався в геологічну експедицію, що працювала на Кавказі. Так відбулась перша зустріч Юрія з горами, в які він закохався на все життя.
Повернувшись до Києва, Юрій починає займатися альпінізмом у секції Київського державного університету. Щоліта він виїжджає в альпіністські табори на Кавказ, у Середню Азію, згодом виконав перший спортивний розряд з альпінізму, став рятівником альпіністської рятівної служби.
У 1980 закінчив Київський інститут народного господарства. Працював на виробництві та в науковому інституті, де написав кандидатську дисертацію. У 1987 році Юрій захистив дисертацію і в 1988-му здобув науковий ступінь кандидата економічних наук. Того ж року взяв участь у рятувальних роботах після землетрусу у Вірменії. За це нагороджений медаллю «За трудову доблесть». У 2008 році Ю. І. Коновалов здійснив свою мрію  — сходження на Ельбрус.
З 2004 року працював у КНЕУ імені Вадима Гетьмана на кафедрі управління персоналом та економіки праці. З початком окупації Російською Федерацією частини Донбасу у 2014 році вступив до лав батальйону «Донбас», пройшов спецвишкіл, був учасником бойових дій. Зазнав важкого поранення під час виходу з Іловайського котла 29 серпня 2014 року. Вважався зниклим безвісти. 3 вересня тіло Ю. І. Коновалова разом із тілами 96 інших загиблих у т. зв. Іловайському котлі привезли до дніпропетровського моргу.
Похований у місті Дніпро на Краснопільському цвинтарі як тимчасово невстановлений вояк, ділянка № 79 (поховання № 6941). Ідентифікований за експертизою ДНК.
У частини рідних і друзів Юрія є сумнів щодо результатів експертизи ДНК і надія, що Юрій не загинув, зокрема й тому, що 27 грудня 2014 року у списку полонених, що був поширений Центром звільнення полонених у мережі Facebook, під номером 193 значився Ю. І. Коновалов.

## Нагороди і вшанування
- За особисту мужність і героїзм, виявлені у захисті державного суверенітету та територіальної цілісності України, вірність військовій присязі під час російсько-української війни нагороджений орденом «За мужність» III ступеня (25.3.2015)
- Медаль «За трудову доблесть»
- медаллю УПЦ КП «За жертовність і любов до України» (посмертно)

## Пам'ять
- Сторінка «Світло Юрка Коновалова» на Фейсбуці[2].